# Mihamm Kim-Rauchholz

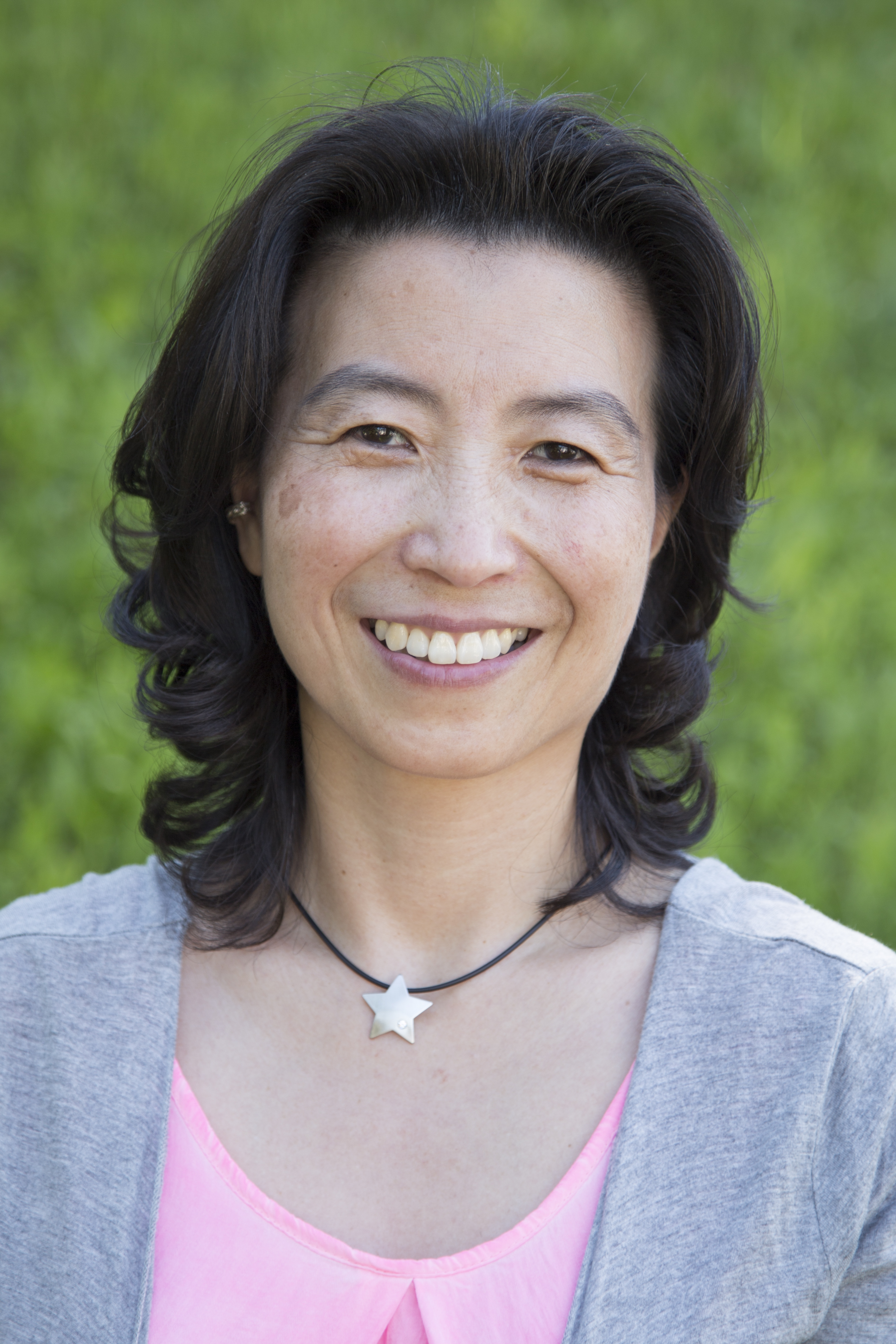
Mihamm Kim-Rauchholz 2015

Mihamm Kim-Rauchholz (* 3. Februar 1971 in Busan, Südkorea) ist eine koreanische Theologin und langjährige Professorin für Neues Testament und Griechisch an der Internationalen Hochschule Liebenzell (IHL).

## Leben und Wirken
Kim-Rauchholz wuchs in Südkorea auf und kam 1977 aufgrund eines theologischen Aufbaustudiums ihres Vaters nach Hamm, Nordrhein-Westfalen. Sie studierte, wie auch ihre ältere Schwester Nahamm Kim, nachdem die Familie 1983 wieder nach Korea zurückgekehrt ist, evangelische Theologie in Seoul und ab 1994 in Tübingen und Heidelberg. Im Jahr 2005 promovierte sie bei Hans-Joachim Eckstein an der Theologischen Fakultät der Universität Tübingen mit der Dissertation über die Umkehr bei Lukas. Zu Wesen und Bedeutung der Metanoia in der Theologie des dritten Evangelisten. Von 2000 bis 2004 und 2008/2009 war sie Dozentin am Theologischen Seminar der Liebenzeller Mission. Von 2004 bis 2007 nahm sie eine Missionstätigkeit in Chuuk (Mikronesien) wahr, dozentierte am Pacific Islands Bible College, der heutigen Pacific Islands University und arbeitete zusammen mit ihrem Mann an einem Forschungsprojekt Traditionelle, rechtliche und christliche Formen des Lösens von mit Gewalt verbundenen Konflikten in Chuuk, Mikronesien. Zwischen 2009 und 2010 war sie in Pohnpei (Mikronesien) als Gastdozentin am College of Micronesia in Palikir. Von 2011 bis 2023 hatte sie einen Lehrstuhl für Neues Testament und Griechisch an der Internationalen Hochschule Liebenzell inne. Für die Zeit ihres Auslandsaufenthaltes von Januar 2019 bis August 2022 war sie von der IHL beurlaubt. Seit 2019 ist sie Gastprofessorin am Paul-Hiebert-Center for Global Theology and World Christianity der Trinity International University, Deerfield (Chicago), USA und war von 2021 bis 2023 Interim President der Pacific Islands University in Mangilao. Seit Oktober 2023 ist sie Mitglied im Leitungsteam International der Liebenzeller Mission, wo sie als Fachbereichsleiterin Ozeanien die Einsatzländer Mikronesien und Papua-Neuguinea verantwortet und ist seither Lehrbeauftragte für Neues Testament an der IHL. Außerdem ist sie als theologische Referentin zu Vorträgen im In- und Ausland unterwegs.
Kim-Rauchholz gehört seit 2013 dem Vorstand des Arbeitskreises für evangelikale Theologie (AfeT e. V.) an, ist Mitarbeiterin beim Spring-Festival, Mitglied der Missionsberggemeinde in Bad Liebenzell und dort bei Predigten in Gottesdiensten zu hören. Sie ist eine gefragte Referentin bei vielen Konferenzen, Tagungen, Freizeiten, missionarischen Veranstaltungen, so auch der per Satellit übertragenen Evangelisationsreihe proChrist. Seit 2020 ist sie Mitglied des Trägervereins des ERF.

## Auszeichnungen
Sie erhielt 2009 den Johann-Tobias-Beck-Preis für ihre Studie über die Umkehr bei Lukas. Zu Wesen und Bedeutung der Metanoia in der Theologie des dritten Evangelisten. Sie untersuchte das zentrale Motiv der Umkehr bei Lukas und fragte nach der Aktivität des Menschen beim Heilsempfang im Verhältnis zum Werk Gottes.

## Privates
Mihamm Kim-Rauchholz ist verheiratet mit Manuel Rauchholz. Das Paar hat drei Töchter und wohnt seit Januar 2019 in Chicago/USA, wo ihr Mann als Professor für Anthropology und intercultural Studies an der Trinity Evangelical Divinity School unterrichtet.

## Veröffentlichungen
- Das Motiv der metánoia bei Lukas, Hochschulschrift, Tübingen 2004. DNB
- Umkehr bei Lukas. Zu Wesen und Bedeutung der Metanoia in der Theologie des dritten Evangelisten, Neukirchener, Neukirchen-Vluyn 2008, ISBN 978-3-7887-2328-6.[21]

Aufsätze
- Die Historische Verankerung der Christologie. Warum der Jesus, der durch den Staub Galiläas gewandert ist, zurecht angebetet wird. In: Theologische Beiträge 51-2020, Heft 5, S. 324–335.
- Die Dynamik des Heiligen Geistes: Das Verhältnis von Geisterfahrung und Theologie. In: Armin Daniel Baum und Rob van Houwelingen (Hrsg.): Kernthemen neutestamentlicher Theologie: Ein Studienbuch, Brunnen-Verlag, Gießen 2021, ISBN  978-3-7655-9575-2.